# 高昉洁
高昉洁（Gao Fangjie，1998年9月29日—），江苏南京人，中国女子羽毛球运动员。曾是南京市第十二中学2017届学生。由於高昉洁打法傾向进攻型，而且身材高挑，留着马尾辫，與名將李雪芮非常相似，因此有“小李雪芮”的稱號。

## 簡歷
2014年11月，高昉洁首次出战中國首要超級賽，在女单首轮就以0比2不敌日本的三谷美菜津出局。2015年4月，她在中国大师赛女单八强战不敌队友惠夕蕊。
2015年11月，高昉洁代表国家队參加秘魯利馬舉行的世界青年羽毛球錦標賽，助球隊贏得團體賽冠軍；但在女单八强战中則以0比2输给日本的荒木萌惠出局。
2017年11月，高昉洁出战中國首要超級賽，从资格赛起一路淘汰奧原希望、P·V·辛杜及卡罗列娜·马琳等高手打入決賽，一战成名。及至月底，高昉洁出戰韓國羽毛球大師賽，在女单决赛以2比0（21-19、21-5）战胜5号种子、韩国选手李張美，赢得职业生涯首个国际赛事冠军。
2019年1月，高昉洁出战馬來西亞羽毛球大師賽，在16強賽對陣卡罗列娜·马琳期間，她在救球时左脚受伤，痛苦倒地，經医生和教练入场检查後決定退赛，並須由轮椅運送離場。

## 主要比賽成績
只列出曾進入準決賽的國際賽事成績：
| 年份   | 賽事                     | 公開賽級別 | 項目     | 成績   |
| ------ | ------------------------ | ---------- | -------- | ------ |
| 2015年 | 世界青年羽毛球錦標賽     | 其他       | 混合團體 | 冠軍   |
| 2016年 | 中國羽毛球國際挑戰賽     | 國際挑戰賽 | 女子單打 | 亞軍   |
| 2016年 | 亞洲青年羽毛球錦標賽     | 其他       | 混合團體 | 冠軍   |
| 2016年 | 亞洲青年羽毛球錦標賽     | 其他       | 女子單打 | 季軍   |
| 2016年 | 世界青年羽毛球錦標賽     | 其他       | 混合團體 | 冠軍   |
| 2017年 | 中國羽毛球大師賽         | 黃金大獎賽 | 女子單打 | 準決賽 |
| 2017年 | 中國羽毛球首要超級賽     | 首要超級賽 | 女子單打 | 亞軍   |
| 2017年 | 韓國羽毛球大師賽         | 大獎賽     | 女子單打 | 冠軍   |
| 2018年 | 亞洲羽毛球團體錦標賽     | 其他       | 女子團體 | 亞軍   |
| 2018年 | 優霸盃                   | 其他       | 女子團體 | 季軍   |
| 2018年 | 新加坡羽毛球公開賽       | 超級500賽  | 女子單打 | 亞軍   |
| 2018年 | 亞洲運動會羽毛球比賽     | 其他       | 女子團體 | 銀牌   |
| 2018年 | 薩洛盧羽毛球公開賽       | 超級100賽  | 女子單打 | 準決賽 |
| 2022年 | 瑪琅羽毛球國際挑戰賽     | 國際挑戰賽 | 女子單打 | 冠軍   |
| 2022年 | 印尼瑪琅羽毛球大師賽     | 超級100賽  | 女子單打 | 冠軍   |
| 2022年 | 馬來西亞羽毛球國際系列賽 | 國際系列賽 | 女子單打 | 冠軍   |
| 2023年 | 亞洲羽球混合團體錦標賽   | 其他       | 混合團體 | 冠軍   |
| 2023年 | 中國瑞昌羽毛球大師賽     | 超級100賽  | 女子單打 | 準決賽 |
| 2023年 | 美國羽毛球公開賽         | 超級300賽  | 女子單打 | 亞軍   |
| 2024年 | 澳門羽毛球公開賽         | 超級300賽  | 女子單打 | 冠軍   |
| 2024年 | 中國羽毛球大師賽         | 超級750賽  | 女子單打 | 亞軍   |
| 2025年 | 奧爾良羽毛球大師賽       | 超級300賽  | 女子單打 | 準決賽 |
| 2025年 | 亞洲羽毛球錦標賽         | 其他       | 女子單打 | 季軍   |

| 2007-2017年 | 首要超級賽 | 超級賽 | 黃金大獎賽 | 大獎賽 | 國際挑戰賽 | 國際系列賽 | 未來系列賽 | 其他 |

| 2018-2026年 | 總決賽 | 超級1000賽 | 超級750賽 | 超級500賽 | 超級300賽 | 超級100賽 | 國際挑戰賽 | 國際系列賽 | 未來系列賽 | 其他 |